# 표준상태
표준상태(標準狀態, 영어: standard state)는 주로 온도 0°C, 압력 1기압 하에서의 물질의 상태이다. 이 온도와 압력을 각각 표준온도, 표준압이라고 한다. 그러나 엄밀하게 온도는 표준상태의 정의에 포함되지 않는다. 통상적으로 표준 생성 엔탈피와 같은 열역학적 데이터는 1기압 25°C를 기준으로 제시되기 때문에 표준상태에 온도 조건이 포함된다는 오해를 불러일으킨다.

## 같이 보기
- 표준 몰 엔트로피